# Lauri Seppänen
Lauri Veikko Seppänen, född 2 februari 1924 i Mola, död 11 juni 2009 i Birkala, var en finländsk germanist och professor vid Tammerfors universitet.
Efter avlagd studentexamen 1945 inledde Seppänen studier i tyska, engelska samt estetik och modern litteratur vid Helsingfors universitet. Han blev där filosofie kandidat 1952, filosofie licentiat 1957 och filosofie doktor 1964. På 1950-talet tillbringade han flera år i Tyskland.
Seppänen var länge knuten till Tammerfors universitet, först åren 1958–1968 som lektor i tyska, för att den 22  mars 1968 tillträda en professur i germanistik, en post han pensionerades från den 28 februari 1991. Han tjänstgjorde även som dekanus vid den humanistiska fakulteten från 1968 till 1971 och som universitetets förste prorektor från 1971 till 1978.
Seppänen var en av grundande medlemmar och långvarig ordförande av Tammerfors finsk-tyska förening. För sin engagemang i vetenskaplig och kulturell utbyte mellan Finland och Tyskland tilldelades han Östtysklands statliga utmärkelse Humboldt-Medaille 1976 och Weimars Goethesällskaps högsta utmärkelse Goldene Goethe-Medaille 1982. Han kallades till ledamot av Finska Vetenskapsakademien 1983.

## Publikationer i urval
- Studien zur Terminologie des 'Paradisus anime intelligentis'. Beiträge zur Erforschung der Sprache der mittelhochdeutschen Mystik und Scholastik (1964)
- Zur Liebesterminologie in mittelhochdeutschen geistlichen Texten (1967)
- Meister Eckeharts Konzeption der Sprachbedeutung. Sprachliche Weltschöpfung und Tiefenstruktur in der mittelalterlichen Scholastik und Mystik (1985)
- Kieltä ei ole: uuspragmatistista kielifilosofiaa: Richard Rorty ja Donald Davidson (2004)